# IZArc
IZArc – program do archiwizacji danych działający w środowisku Microsoft Windows. Stworzony został przez bułgarskiego programistę Ivana Zaharieva. Aplikacja ta jest udostępniana na licencji freeware, ale jej kod jest zamknięty. Obsługuje on najważniejsze formaty kompresji takie jak zip, rar, gzip, tar.gz, bzip2, czy 7z. Posiada również zdolność do konwertowania archiwów (w tym obrazów płyt).

## Wszystkie obsługiwane formaty
- 7-Zip
- A
- ACE
- ARC
- ARJ
- B64
- BH
- BIN
- BZ2
- BZA
- C2D
- CAB
- CDI
- CPIO
- DEB
- ENC
- GCA
- GZ
- GZA
- HA
- IMG
- ISO
- IZE
- JAR
- LHA
- LIB
- LZH
- MBF
- MDF
- MIM
- NRG
- PAK
- PDI
- PK3
- RAR
- RPM
- TAR
- TAZ
- TBZ
- TGZ
- TZ
- UUE
- WAR
- XXE
- YZ1
- Z
- ZIP
- ZOO

## Linia komend
Program ten pozwala na zarządzanie z poziomu linii poleceń. Można go również wywoływać z plików wsadowych i skryptów.

## Wersja portable
Aplikacja ta posiada również tzw. wersję portable - niewymagającą instalacji. Nosi ona nazwę IZArc2Go. 

## Nagrody
Program IZArc został nagrodzony przez:
- FileTransit
- SnapFiles
- SoftNews
- Softpedia
- WebAttack